# Golden League 2009
Navigation
Édition précédente Édition suivante
La 12e édition de la Golden League, dite ÅF Golden League (du nom du sponsor) se déroule du 14 juin au 4 septembre 2009.  Les six meetings sélectionnés par l'IAAF sont ceux figurant déjà au programme de l'édition 2008 à savoir Berlin, Oslo, Rome, Paris, Zurich et Bruxelles.
Trois athlètes remportent les six meetings de l'édition 2009 et se partagent le gain d'un million de dollars : l'Éthiopien Kenenisa Bekele (3 000 m et 5 000 m), l'Américaine Sanya Richards (400 m) et la Russe Yelena Isinbayeva (saut à la perche).

## Meetings
| Meeting            | Stade               | Lieu        |
| ------------------ | ------------------- | ----------- |
| ISTAF              | Stade olympique     | Berlin      |
| Bislett Games      | Bislett stadion     | Oslo        |
| Golden Gala        | Stade olympique     | Rome        |
| Meeting Areva      | Stade de France     | Saint-Denis |
| Weltklasse Zürich  | Stade du Letzigrund | Zurich      |
| Mémorial Van Damme | Stade Roi-Baudouin  | Bruxelles   |

## Épreuves sélectionnés
Les épreuves retenues sont les 100 m, 400 m, 3000/5000 m, 110 m haies, et lancer du javelot pour les hommes, et les 100 m, 400 m, 100 m haies, saut en hauteur et saut à la perche pour les femmes.

## Résultats

### Hommes
| Épreuve       | ISTAF Berlin 14 juin 2009      | Bislett Games Oslo 3 juillet 2009 | Golden Gala Rome 10 juillet 2009 | Meeting Areva Paris 17 juillet 2009 | Weltklasse Zürich 28 août 2009      | Van Damme Bruxelles 4 septembre 2009 |
| ------------- | ------------------------------ | --------------------------------- | -------------------------------- | ----------------------------------- | ----------------------------------- | ------------------------------------ |
| 100 m         | Daniel Bailey 10 s 03          | Asafa Powell 10 s 07              | Tyson Gay 9 s 77                 | Usain Bolt 9 s 79                   | Usain Bolt 9 s 81                   | Asafa Powell 9 s 90                  |
| 200 m         | —                              | —                                 | —                                | —                                   | —                                   | Usain Bolt 19 s 57                   |
| 400 m         | Chris Brown 45 s 61            | Renny Quow 45 s 18                | Chris Brown 44 s 81              | Jeremy Wariner 45 s 28              | LaShawn Merritt 44 s 21             | Jeremy Wariner 44 s 94               |
| 800 m         | —                              | Yuriy Borzakovskiy 1 min 44 s 42  | Alfred Kirwa Yego 1 min 45 s 23  | Ismail Ahmed Ismail 1 min 45 s 85   | David Rudisha 1 min 43 s 52         | David Rudisha 1 min 45 s 80          |
| 1500 m        | Augustine Choge 3 min 29 s 47  | Collins Cheboi 3 min 36 s 24      | Asbel Kiprop 3 min 31 s 20       | —                                   | Augustine Choge 3 min 33 s 38       | —                                    |
| Mile          | —                              | Deresse Mekonnen 3 min 48 s 95    | —                                | —                                   | —                                   | —                                    |
| 3000 m 5000 m | —                              | Richard Bartale 7 min 50 s 58     | —                                | Kenenisa Bekele 7 min 28 s 64       | —                                   | —                                    |
| 3000 m 5000 m | Kenenisa Bekele 13 min 00 s 76 | Kenenisa Bekele 13 min 04 s 87    | Kenenisa Bekele 12 min 56 s 23   | —                                   | Kenenisa Bekele 12 min 52 s 33 (WL) | Kenenisa Bekele 12 min 55 s 31       |
| 110 m h.      | Dexter Faulk 13 s 18           | Antwon Hicks 13 s 41              | Dayron Robles 13 s 17            | Dexter Faulk 13 s 14                | Dwight Thomas 13 s 16               | Ryan Brathwaite 13 s 30              |
| 400 m h.      | —                              | —                                 | Kerron Clement 48 s 09           | —                                   | —                                   | —                                    |
| 3 000 m st.   | —                              | —                                 | —                                | Mahiedine Mekhissi 8 min 13 s 23    | Ezekiel Kemboi 8 min 04 s 45        | Paul Koech 8 min 04 s 05             |
| 4 × 100 m     | Royaume-Uni 38 s 52            | —                                 | —                                | —                                   | Jamaïque 37 s 70                    | —                                    |
| 4 × 1 500 m   | —                              | —                                 | —                                | —                                   | —                                   | Kenya 14 min 36 s 23 (WR)            |
| Longueur      | Godfrey Mokoena 8,33 m         | —                                 | Dwight Phillips 8,61 m           | —                                   | —                                   | —                                    |
| Triple saut   | —                              | —                                 | —                                | Phillips Idowu 17,17 m              | Nelson Évora 17,38 m                | —                                    |
| Perche        | —                              | —                                 | —                                | Renaud Lavillenie 5,70 m            | —                                   | —                                    |
| Disque        | Gerd Kanter 67,88 m            | —                                 | —                                | —                                   | —                                   | —                                    |
| Javelot       | Tero Pitkämäki 86,53 m         | Tero Pitkämäki 84,63 m            | Andreas Thorkildsen 87,46 m      | Andreas Thorkildsen 87,46 m         | Andreas Thorkildsen 91,28 m         | Tero Pitkämäki 86,23 m               |

### Femmes
| Épreuve     | ISTAF Berlin 14 juin 2009 | Bislett Games Oslo 3 juillet 2009 | Golden Gala Rome 10 juillet 2009 | Meeting Areva Paris 17 juillet 2009 | Weltklasse Zürich 28 août 2009 | Van Damme Bruxelles 4 septembre 2009 |
| ----------- | ------------------------- | --------------------------------- | -------------------------------- | ----------------------------------- | ------------------------------ | ------------------------------------ |
| 100 m       | Kerron Stewart 11 s 00    | Kerron Stewart 10 s 99            | Kerron Stewart 10 s 75           | Kerron Stewart 10 s 99              | Carmelita Jeter 10 s 86        | Carmelita Jeter 10 s 88              |
| 400 m       | Sanya Richards 49 s 57    | Sanya Richards 49 s 23            | Sanya Richards 49 s 46           | Sanya Richards 49 s 34              | Sanya Richards 48 s 94         | Sanya Richards 48 s 83               |
| 800 m       | —                         | Claire Gibson 2 min 01 s 42       | Maggie Vessey 2 min 00 s 13      | Anna Willard 1 min 58 s 80          | —                              | Anna Willard 1 min 59 s 14           |
| 1 500 m     | —                         | —                                 | Maryam Jamal 3 min 56 s 55       | —                                   | Maryam Jamal 3 min 59 s 15     | —                                    |
| 2 000 m     | —                         | —                                 | —                                | —                                   | —                              | Gelete Burika 5 min 30 s 19          |
| 5 000 m     | —                         | Meseret Defar 14 min 36 s 38      | —                                | —                                   | —                              | —                                    |
| 3000 m st.  | —                         | Ruth Bosibori 9 min 18 s 65       | Goulnara Samitova 9 min 11 s 58  | —                                   | —                              | —                                    |
| 100 m haies | Damu Cherry 12 s 76       | Damu Cherry 12 s 68               | Dawn Harper 12 s 55              | Dawn Harper 12 s 68                 | Brigitte Foster 12 s 46        | Brigitte Foster 12 s 48              |
| 400 m haies | —                         | —                                 | Anna Jesien 54 s 31              | Anna Jesien 54 s 37                 | —                              | —                                    |
| 4 × 100 m   | Royaume-Uni 43 s 18       | —                                 | —                                | —                                   | —                              | —                                    |
| Hauteur     | Ariane Friedrich 2,06 m   | Blanka Vlašić 2,00 m              | Antonietta Di Martino 2,00 m     | Blanka Vlašić 1,99 m                | Blanka Vlašić 2,01 m           | Blanka Vlašić 2,00 m                 |
| Triple saut | —                         | —                                 | —                                | —                                   | —                              | Yamilé Aldama 14,27 m                |
| Poids       | Nadine Kleinert 19,39 m   | —                                 | —                                | —                                   | —                              | —                                    |
| Perche      | Yelena Isinbayeva 4,83 m  | Yelena Isinbayeva 4,71 m          | Yelena Isinbayeva 4,85 m         | Yelena Isinbayeva 4,65 m            | Yelena Isinbayeva 5,06 m (WR)  | Yelena Isinbayeva 4,70 m             |